# Va fan (musikalbum)
Va fan är ett musikalbum från 2009 av Anna Hertzman.

## Låtlista
1. "Motvind" (Anna Hertzman)
2. "Jorden är rund" (Anna Hertzman)
3. "Han & Jag" (Fredrik Andersson, Anna Hertzman)
4. "Dröm" (Anna Hertzman)
5. "En ask choklad" (Anna Hertzman, Fredrik Andersson)
6. "Överdos" (Anna Hertzman)
7. "Finns det någon annan nu" (Lars "Lunkan" Lundgren)
8. "Va fan" (Anna Hertzman)
9. "Tidsfördriv" (Anna Hertzman)
10. "Malmö" (Anna Hertzman, Fredrik Andersson)
11. "Vägen Ut" (Anna Hertzman)

## Medverkande
- Anna Hertzman - sång
- Jaakko Viitala - Produktion, Arrangemang & Div instrument
- Michael Ödegården - trummor, sång
- Sofie Ward - bas
- Fredrik Henriksson - munspel, elgitarr, sång
- Fredrik Andersson - sång
- Lars "Lunkan" Lundgren - Sång